# Julio Ortiz de Zárate

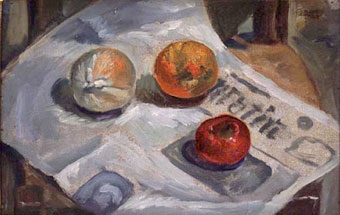
Stillleben (ohne Jahr)

Julio Ortiz de Zárate Pinto (geboren 12. April 1885 in Santiago de Chile; gestorben 13. Juni 1946 ebenda) war ein chilenischer Maler und Bildhauer.

## Leben
Zárate trat 1899 in die Escuela de Minas in Santiago ein und nahm zugleich Malunterricht bei Pedro Lira. Später studierte er an der Escuela de Bellas Artes bei Fernando Álvarez de Sotomayor und zählte wie alle seine Schüler zur Malergruppe der Generación del Trece.
Zugleich schloss er sich der Colonia Tolstoyana, einer Gruppe junger Intellektueller um Augusto D’Halmar, Fernando Santiván und Manuel Magallanes Moure an und wurde 1916 Mitglied der Grupo de los Diez, der u. a. Pedro Prado, Juan Francisco González, Manuel Magallanes Moure, Armando Donoso, Augusto d’Halmar und Julio Bertrand Vidal angehörten.
Auf seiner ersten Europareise 1919 besuchte er Spanien, Frankreich und Belgien. Er entdeckte das Werk Paul Cézannes und lernte in Paris Pablo Picasso, Joan Miró und Amedeo Modigliani kennen. Nach seiner Rückkehr nach Chile gründete er in der Hauptstadt mit Künstlern wie Henriette Petit, Luis Vargas Rosas und José Perotti die Grupo Montparnasse.
1926 wurde Zárate zum Mitglied der Comisión de Bellas Artes von Santiago ernannt. Er unternahm Reisen durch Argentinien, Uruguay und Brasilien und wurde 1927 Professor an der Escuela de Bellas Artes. 1928 legte er ein Konzept für die Gründung einer Schule für angewandte Kunst vor. An dieser Escuela de Artes Aplicadas wurde er 1934 Professor für Metallkunst. Von 1939 bis zu seinem Tode 1946 war er Direktor des Museo de Bellas Artes.
1948 fand in Santiago eine Retrospektive seiner Werke statt, 1956 im Ausstellungssaal der Universidad de Chile eine Ausstellung seiner Ölgemälde und Plastiken. Werke Zárates befinden sich u. a. im Besitz des Museo Nacional de Bellas Artes und der Pinakothek der Universidad de Concepción. Auch sein Bruder Manuel Ortiz de Zárate wurde als Maler bekannt.

## Werke
- Impresión de Color
- Autorretrato
- Marina
- Naturaleza Muerta, Collage
- Naturaleza Muerta
- Los Dibujantes